# Cybele Britannica
Cybele Britannica (abreviado Cybele Brit.) es un libro ilustrado con descripciones botánicas que fue escrito por el botánico, ecólogo y evolucionista inglés Hewett Cottrell Watson. Se publicó en el año 1847.

## Publicaciones
- Cybele Britannica editado en 1847
- Suplemento de Cybele Britannica fue publicado en 1860 con el nombre de Part first of a Supplement to the Cybele britannica. To be continued occasionally as a record of progressive knowledge concerning the distribution of plants in Britain